# Skřipec

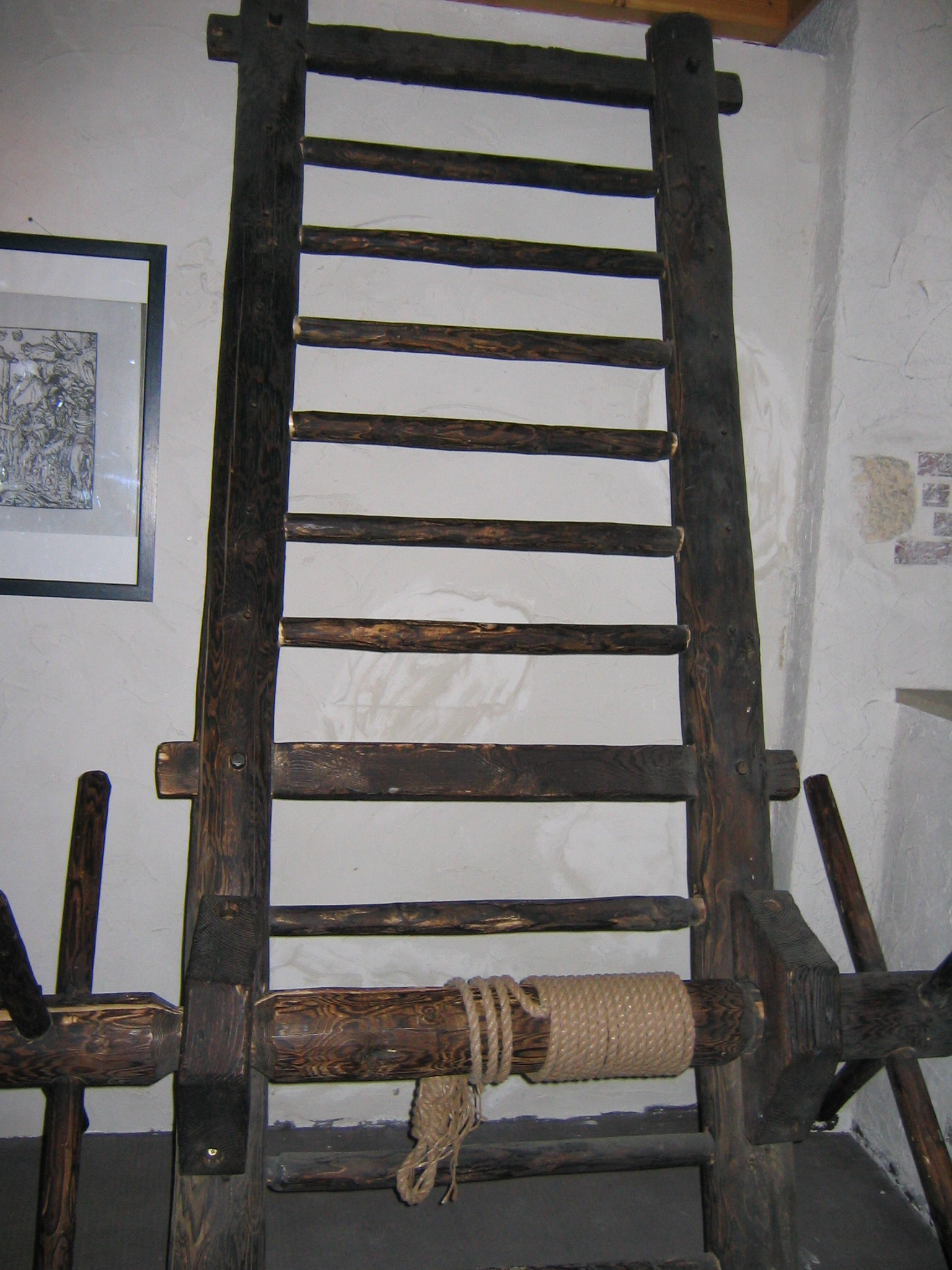
Svislý skřipec

Skřipec (někdy též žebřík) je jeden z nástrojů útrpného práva. Slouží ke znehybnění a bolestivému napnutí vyslýchaného. Jde o vodorovnou, šikmou či svislou konstrukci, opatřenou okovy či jhy k zachycení rukou a nohou vyslýchaného a napínacím zařízením, nejčastěji ve formě rohatky a několikaramenného vratidla. Starší konstrukce napínací zařízení neměly a pro napínání se používala rozličná závaží, zavěšovaná nejčastěji na nohy vyslýchaného.
Ranivý účinek spočívá v bolestivém natažení kloubního vaziva a tkání trupu a končetin, vedoucí při vyšším natažení až k jejich ruptuře či vykloubení (prakticky v ramenních a kolenních kloubech). Některé varianty skřipců používaly pro zostření účinku hraněné či ozubené hřebeny, vkládané nejčastěji pod záda vyslýchaného. Jinou variantou zostření (používanou zejména u svisle konstruovaných skřipců) bylo vtahování vyslýchaného s rukama za zády – technika, vedoucí k luxaci ramenních kloubů. Alternativním využitím konstrukce skřipce (používaným ve Španělsku) bylo smyčkování – přitahování trupu nebo končetin ke konstrukci skřipce smyčkami provazu, které se utahovaly otáčením podložených dřevěných vratidel.
Zařízení odvozená od skřipce jsou častou pomůckou pro BDSM aktivity, kde se používají pro znehybnění submisivního jedince.

## Galerie

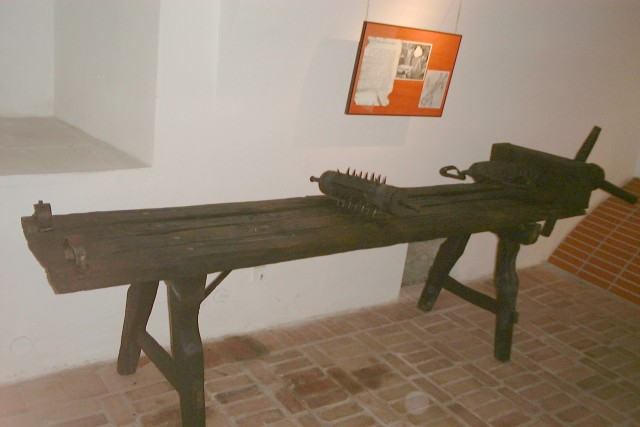
modernější provedení vodorovného skřipce s okovy a ozubeným hřebenem
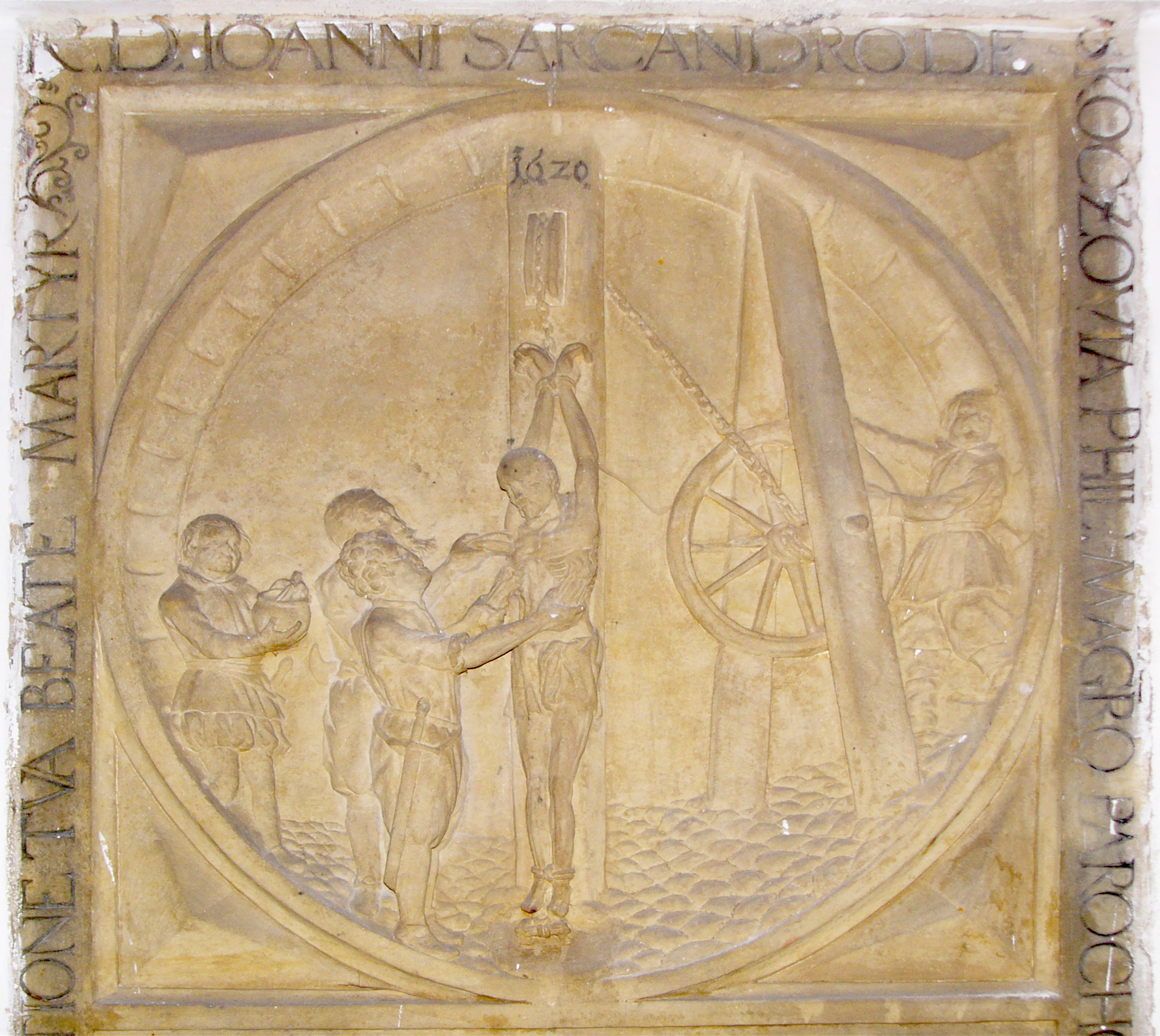
mučení svatého Jana Sarkandra na skřipci